# Eddy Hamel
Eddy Hamel (21 de octubre de 1902-30 de abril de 1943) fue un futbolista estadounidense del club neerlandés AFC Ajax. Hamel fue el primer jugador judío del Ajax. Fue asesinado por los nazis en 1943 en el campo de concentración de Auschwitz.

## Antecedentes
Hamel nació en la ciudad de Nueva York, Nueva York. Era judío, al igual que sus padres, que eran inmigrantes de los Países Bajos. Se mudó a Ámsterdam en su adolescencia. En 1928 se casó con Johanna Wijnberg y en 1938 tuvieron gemelos, Paul y Robert.

## Carrera futbolística
De joven, jugó en el Amsterdamsche FC (AFC).
Jugó para el AFC Ajax desde 1922 hasta 1930. Apareció en 125 partidos como extremo derecho y anotó 8 goles. Los seguidores acérrimos del Ajax se autodenominan "Joden" (en neerlandés, judíos), un apodo que refleja tanto la herencia judía del equipo como la de la ciudad. Este apodo para los aficionados del Ajax se remonta antes de la Segunda Guerra Mundial, cuando Ámsterdam era el hogar para la mayoría de los 140.000 judíos de los Países Bajos.
Hamel se convirtió en titular del Ajax. Fue el primer jugador judío (así como el primer estadounidense) que jugó en el primer equipo del Ajax. Hasta la fecha, sólo otros cuatro futbolistas judíos han seguido sus pasos: Johnny Roeg, Bennie Muller, Sjaak Swart y Daniël de Ridder. Hamel era uno de los favoritos de la afición, y Wim Anderiesen, leyenda del club antes de la Segunda Guerra Mundial, lo citaba como parte de la alineación más fuerte con la que había jugado. En la década de 1920 tenía su propio club de aficionados, que se alineaban en su lado del campo al principio de cada partido y luego cambiaban de lado para estar en su lado del campo en la segunda parte.
Tras su retiro como jugador, Hamel dirigió al Alcmaria Victrix durante tres años y siguió jugando en un equipo de veteranos del Ajax.[cita requerida]

## Arresto y asesinato por parte de los nazis
Hamel también fue la única víctima del club que jugó en el primer equipo del Ajax.
Los grupos fascistas locales ayudaron a detener a los judíos después de que la Alemania nazi invadiera los Países Bajos en 1940. A pesar de su ciudadanía estadounidense, a finales de 1942 Hamel fue detenido por los nazis por ser judío. Pasó cuatro meses haciendo trabajos forzados en Birkenau. Después de que se descubrió que tenía un absceso en la boca hinchada durante una inspección nazi, los nazis lo asesinaron en la cámara de gas del campo de concentración de Auschwitz el 30 de abril de 1942.
En el documental de televisión Auschwitz: The Forgotten Evidence, su compañero de prisión Leon Greenman dijo que estaba frente a Hamel cuando Hamel le dijo que tenía un absceso en la boca, mientras estaba en una cola de selección médica normal, y que mientras Greenman pasaba esa selección, Hamel estaba siendo enviando a la cámara de gas a causa de su absceso. Fue uno de los varios jugadores de fútbol judíos, muchos de los cuales eran atletas olímpicos, que fueron asesinados por los nazis.